# Выборы в Сенат США в Луизиане (2022)
Выборы в Сенат США в Луизиане состоялись 8 ноября 2022 года. Победитель представит штат в верхней палате Конгресса США. Действующий сенатор-республиканец Джон Кеннеди баллотировался на переизбрание. По результатам всеобщих выборов Кеннеди был переизбран на второй срок.

## Кандидаты

### Республиканская партия

#### Заявившие о выдвижении
- Джон Кеннеди — действующий сенатор США от штата Луизиана (с 2017 года)[1] (заручился поддержкой Дональда Трампа)[3]
- Девин Лэнс Грэм — бизнесмен, брокер по недвижимости

### Демократическая партия

#### Заявившие о выдвижении
- Винни Мендоса — вечный кандидат
- Люк Миксон — резервист ВМС США[4]
- Сирита Стейб — работник некоммерческой организации[5]
- Сальвадор Родригес
- Гэри Чемберс[англ.] — активист, кандидат в Сенат Луизианы[англ.] (2019), кандидат в Палату представителей от 2-го округа Луизианы (2021)[6][7]

#### Отказавшиеся от выдвижения
- Хелена Морено[англ.] — председатель городского совета Нового Орлеана[англ.] (поддержала Чемберса)[8]
- Джон Белл Эдвардс — губернатор Луизианы (с 2016 года)[9] (поддержал Миксона)

### Либертарианская партия

#### Заявившие о выдвижении
- Аарон Сиглер — нейрохирург, кандидат в Сенат США (2020)

### Независимые кандидаты

#### Заявившие о выдвижении
- Берил Биллиот — бизнесмен, вечный кандидат
- Томас Венн
- Александр Джон — бизнесмен, кандидат в Сенат США (2020)[10]
- Брэдли Макморрис — риэлтор
- Томас Лафонтен Олсон

## Всеобщие выборы

### Предвыборная статистика
Обозначения:
- Р — равенство
- НП — небольшое преимущество
- ДП — достаточное преимущество
- СП — существенное, но преодолимое преимущество
- ОП — огромное преимущество

| Источник                  | Рейтинг | По состоянию на: |
| ------------------------- | ------- | ---------------- |
| The Cook Political Report | ОП (Р)  | 22 сентября 2022 |
| Inside Elections          | ОП (Р)} | 23 сентября 2022 |
| Sabato's Crystal Ball     | ОП (Р)  | 31 августа 2022  |
| Politico                  | ОП (Р)  | 5 сентября 2022  |
| RealClearPolitics         | ОП (Р)  | 20 сентября 2022 |
| Fox News                  | ОП (Р)  | 20 сентября 2022 |
| DDHQ                      | ОП (Р)  | 12 сентября 2022 |
| 538                       | ОП (Р)  | 22 сентября 2022 |
| The Economist             | ОП (Р)  | 15 сентября 2022 |

### Опросы
| Источник опроса           | Период проведения            | Размер выборки | Уровень погрешности | Гэри Чемберс (Д) | Джон Кеннеди (Р) | Люк Миксон (Д) | Сирита Штайб (Д) | Другие/ Неопределившиеся |
| ------------------------- | ---------------------------- | -------------- | ------------------- | ---------------- | ---------------- | -------------- | ---------------- | ------------------------ |
| Public Policy Polling (D) | 10–11 октября 2022           | 633 (ЗИ)       | –                   | 8%               | 53%              | 16%            | 6%               | 16%                      |
| Echelon Insights          | 31 августа – 7 сентября 2022 | 506 (ЗИ)       | ±6,5%               | 16%              | 51%              | 8%             | 6%               | 19%                      |
| JMC Analytics (R)         | 21–23 марта 2022             | 600 (ПИ)       | ±4,0%               | 14%              | 53%              | 7%             | 3%               | 23%                      |

представитель Республиканской партии vs. представитель Демократической партии
| Источник опроса   | Период проведения | Размер выборки | Уровень погрешности | ПРП | ПДП | Другие/ Неопределившиеся |
| ----------------- | ----------------- | -------------- | ------------------- | --- | --- | ------------------------ |
| JMC Analytics (R) | 21–23 марта 2022  | 600 (ПИ)       | ±4,0%               | 51% | 33% | 16%                      |

### Результаты
| Кандидат | Кандидат               | Партия               | Голосов   | %     |
| -------- | ---------------------- | -------------------- | --------- | ----- |
|          | Джон Кеннеди (действ.) | Республиканская      | 851 568   | 61,56 |
|          | Гэри Чемберс           | Демократическая      | 246 933   | 17,85 |
|          | Люк Миксон             | Демократическая      | 182 887   | 13,22 |
|          | Сирита Стейб           | Демократическая      | 31 568    | 2,28  |
|          | Девин Лэнс Грэм        | Республиканская      | 25 275    | 1,83  |
|          | Винни Мендоса          | Демократическая      | 11 910    | 0,86  |
|          | Берил Биллиот          | Независимый кандидат | 9378      | 0,68  |
|          | Сальвадор Родригес     | Демократическая      | 7767      | 0,56  |
|          | Брэдли Макморрис       | Независимый кандидат | 5388      | 0,39  |
|          | Аарон Сиглер           | Либертарианская      | 4865      | 0,35  |
|          | Александр Джон         | Независимый кандидат | 2753      | 0,20  |
|          | Томас Лафонтен Олсон   | Независимый кандидат | 1676      | 0,12  |
|          | Томас Венн             | Независимый кандидат | 1322      | 0,10  |
| Всего    | Всего                  | Всего                | 1 383 290 | 100   |